# Bulbophyllum orbiculare
Bulbophyllum orbiculare är en orkidéart som beskrevs av Johannes Jacobus Smith. Bulbophyllum orbiculare ingår i släktet Bulbophyllum och familjen orkidéer.

## Underarter
Arten delas in i följande underarter:
- B. o. cassideum
- B. o. orbiculare